# Miss Mary Lillian Duke

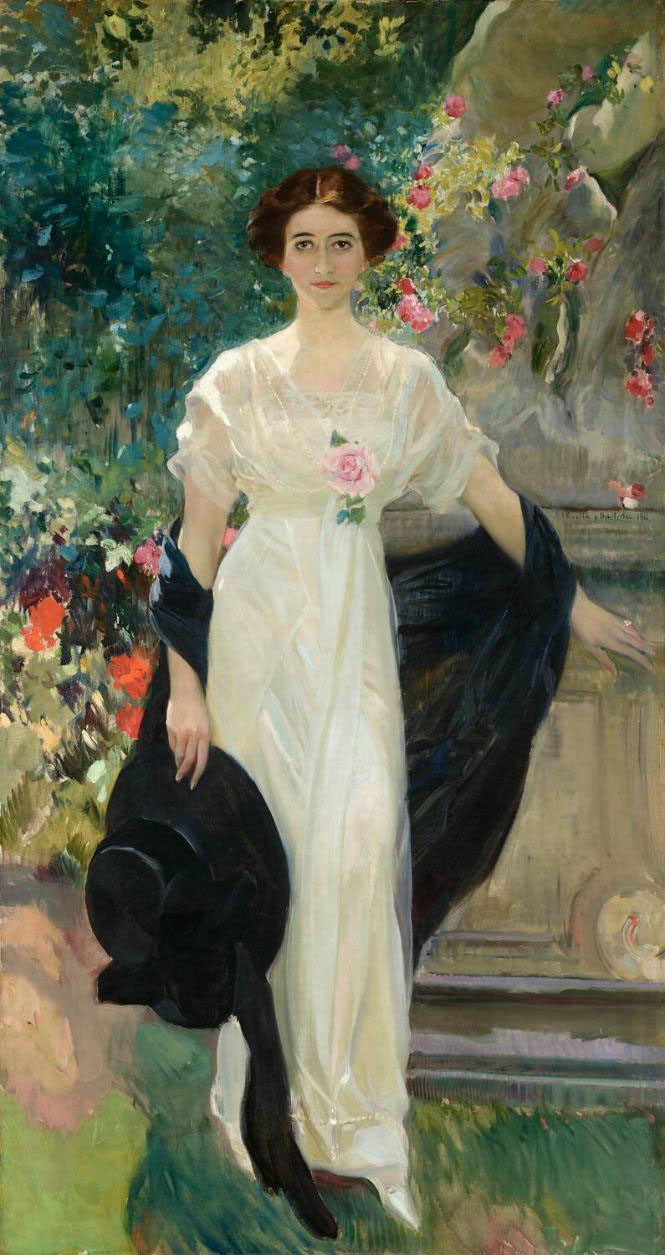
Cuadro: Miss Mary Lillian Duke de Joaquín Sorolla, año 1911.

Miss Mary Lillian Duke Biddle es una pintura al óleo sobre tela de Joaquín Sorolla. Pertenece al Museo de Arte Nasher, de la Universidad Duke, en Carolina del Norte.
Esta obra fue pintada probablemente en París en el verano de 1911. Es uno de los cuatro cuadros mandados por Benjamin Duke a Sorolla, para su residencia de Nueva York, que entonces estaba en construcción. Mary Lillian Duke Biddle (1887-1960) tenía 24 años cuando posó para Sorolla. Se presenta serena y distinguida. Está representada en un parque, con una mano apoyada en el pedestal de una estatua, y con la otra sostiene un sombrero negro. Un fular del mismo color cae sobre sus brazos, recordando el color de la cabellera y creando un potente contraste con los colores claros que dominan. El vestido blanco recuerda las estatuas griegas, detalle reforzado por el pedestal en segundo plano. Hay una rosa prendida sobre el pecho. En segundo plano, el rojo vivo de las flores resalta sobre el follaje.
Nicholas Duke Biddle, familiar de la retratada, donó el cuadro a la Universidad Duke.